# Alice in Borderland
Alice in Borderland (jap. 今際の国のアリス Imawa no Kuni no Alice) ist eine Manga-Serie von Haro Asō. Die im Original von 2010 bis 2016 erschienene Geschichte erhielt zwei Fortsetzungen, wurde in mehrere Sprachen übersetzt, als Original Video Animation und 2020 als Fernsehserie Alice in Borderland adaptiert.

## Handlung
Der Oberschüler Ryōhei Arisu (有栖 良平) hat sein Alltagsleben satt. In allem versagt er und hatte nie eine Freundin. Als er eines Nachts mit seinen Freunden Daikichi Karube (苅部 大吉), ein junger Barkeeper, und Chōta Segawa (勢川 張太) in der Stadt abhängt, werden die drei in eine andere Welt versetzt. Zunächst ähnelt sie der ihren, scheint aber menschenleer, verlassen und viele Lebensmittel sind verdorben. Während sich die anderen beiden Sorgen machen, feiert Chōta die neu gewonnene Freiheit noch. Als sie dann Saori Shibuki treffen, erfahren sie von ihr, dass sie ein Spiel auf Leben und Tod mitmachen müssen. Die erste Aufgabe beginnt sogleich und viele weitere folgen, in denen sie Wissen und Geschick beweisen müssen, um nicht zu sterben. Sie müssen sich durchkämpfen, um zu überleben und in ihre eigene Welt zurückzukommen.

## Buch-Veröffentlichungen
Die Kapitel des Mangas erschienen zunächst ab 25. November 2010 im Magazin Shōnen Sunday S beim Verlag Shogakukan. Am 25. März 2015 wurde die Veröffentlichung dort beendet und am 8. April 2015 im Schwestermagazin Shōnen Sunday fortgesetzt. In diesem fand die Geschichte am 2. März 2016 ihren Abschluss. Der Verlag brachte die Kapitel später gesammelt in 18 Bänden heraus. Eine deutsche Übersetzung von Lasse Christian Christiansen erschien von Februar 2023 bis März 2024 beim Imprint Hayabusa des Carlsen Verlags vollständig in insgesamt neun Doppelbänden. Eine englische Fassung wurde von Viz Media veröffentlicht, eine französische von Delcourt, eine spanische von Editorial Ivréa und eine italienische von J-Pop.
Zwischen 2013 und 2015 erschienen in der Shōnen Sunday diverse Nebengeschichten, die später in den regulären Sammelbänden abgedruckt wurden:
- はあとのよん, Haato no Yon: 11. bis 25. Juli 2012
- くらぶのよん, Kurabu no Yon: 16. bis 23. Januar 2013
- だいやのろく, Daiya no Roku: 22. bis 29. Mai 2013
- すぺえどのなな, Supēdo no Nana: 21. August bis 4. September 2013
- すぺえどのきん, Supēdo no Kingu: 11. Dezember 2013 bis 18. Juni 2014
- だいやのきん, Daiya no Kingu: 15. Oktober 2014 bis 4. Februar 2015

Ebenfalls von Asō geschrieben, aber gezeichnet von Takayoshi Kuroda war der Ableger Imawa no Michi no Alice. Dieser wurde von August 2015 bis Februar 2018 im Magazin Gekkan Sunday GX herausgegeben und erschien später in acht Sammelbänden. Die Fortsetzung Imawa no Kuni no Alice Retry erschien vom 14. Oktober 2020 bis 20. Januar 2021, nun wieder in der Shōnen Sunday. Die Kapitel wurden auch in zwei Sammelbänden zusammengefasst. Im Mai und Juli 2024 erschienen beide Bände bei Hayabusa auf Deutsch.

## Anime-Umsetzung
Bei dem Studios Connect und Silver Link entstanden 2014 drei Anime-Adaptionen zum Manga. Diese wurden Beigabe zu den limitierten Auflagen des 12., 13., und 14. Bands des Mangas veröffentlicht. Regie führte Hideki Tachibana, die Drehbücher schrieb Ryosuke Nakamura und das Charakterdesign entwarf Tomoko Sudo. Für die Kameraführung war Kazuya Iwai verantwortlich. Die Musik komponierte Hiroaki Tsutsumi und das Vorspannlied Nextage wurde von i☆Ris gesungen. Sentai Filmworks lizenzierte den Anime und ließ Fassungen für den englischen, spanischen und portugiesischen Sprachraum produzieren. Für diese erschien die Kurzserie online bei Hidive.
Synchronisation
| Rolle             | japanischer Sprecher (Seiyū) |
| ----------------- | ---------------------------- |
| Ryōhei Arisu      | Yoshimasa Hosoya             |
| Chōta Segawa      | Tsubasa Yonaga               |
| Daikichi Karube   | Tatsuhisa Suzuki             |
| Saori Shibuki     | Maaya Sakamoto               |
| Yuzuha Usagi      | Minako Kotobuki              |
| Shuntarō Chishiya | Takahiro Sakurai             |

## Fernsehserie
Im Jahr 2020 kam eine weitere Adaption des Mangas heraus, nun als Realfilmserie und produziert für den Online-Streamingdienst Netflix. Regie führte Shinsuke Satō, der gemeinsam mit Yoshiki Watabe und Yasuko Kuramitsu auch die Drehbücher schrieb. Die insgesamt 16 Folgen wurden international zeitgleich ab dem 10. Dezember 2020 unter dem Titel Alice in Borderland veröffentlicht.

## Rezeption
Mit Band 11 stieg die Serie im Juni 2014 erstmals in die japanischen Manga-Charts ein. In der ersten Woche verkaufte sich der Band über 21.000 Mal und kam damit auf Platz 48. Die höchsten Platzierungen erreichten Band 15 und 17, je Platz 30 mit über 26.000 und über 28.000 Verkäufen in einer Woche. Der Abschlussband 18 gelangte im April 2016 mit ebenfalls über 28.000 verkauften Exemplaren auf Platz 36. Bis März 2016 waren insgesamt 1,3 Millionen Exemplare der japanischen Ausgabe im Umlauf.